# Кољ Широка
Кољ Широка (алб. Kolë Shiroka; Призрен, 1. јануар 1922 — Београд, 21. мај 1994) је био учесник Народноослободилачке борбе и друштвено-политички радник СФР Југославије, СР Србије и САП Косова.

## Биографија
Широка је рођен 1. јануара 1922. године у Призрену. Завршио је Вишу политичку школу „Ђуро Ђаковић“ у Београду. Због учешћа у раду организације Савеза комунистичке омладине Југославије пре рата, био је искључен из гимназије.
Члан Комунистичке партије Југославије постао је 1941. године, од када је и учесник Народноослободилачке борбе, најпре као политички радник у позадини, а од 1943. године на дужности политичког комесара у партизанским јединицама.
После ослобођења био је члан Извршног одбора Народног одбора за Космет, секретар Среског комитета Комунистичке партије Србије Ораховац, члан Обласног комитета СР Србије у Приштини и члан Централног комитета СК Србије. Биран је за посланика Савезне и Републичке скупштине, у неколико сазива.
Био је члан Централног комитета Савеза комуниста Југославије, а на Деветом конгресу СКЈ изабран је у Председништво СКЈ. Био је председник је Комисије Председништва СКЈ за деловање Савеза комуниста у друштвеним организацијама и посланик Већа народа Савезне скупштине.
Од 1982. до маја 1983. године био је председник Председништва САП Косова. Од маја 1985. до маја 1986. године био је председник Покрајинског комитета Савеза комуниста Косова. Од 1986. био је члан Председништва ЦК СКЈ. У јесен 1988. године је поднео оставку. Иако је било предложено да буде искључен из Централног комитета, тај предлог није добио већину.
Умро је 21. маја 1994. године у Београду.
Носилац је Партизанске споменице 1941. и других југословенских одликовања.